# 安卡西菱角螺
安卡西菱角螺（学名：Pellasimnia angasi）是海螺的一個物種海兔螺科的一种海洋腹足纲软体动物。
舊屬骗梭螺属，今屬Pellasimnia屬。

## 型態描述
螺殼為紡錘形，殼口狹長，成年物種的螺殻長約10 mm到38 mm。殼面呈白色半透明，殼口兩端略帶橘色。

## 分佈
主要分布于日本對出海域、台湾、印度尼西亚及澳大利亚，常栖息在中等深度海域。

## 外部連結
- 維基物種上的相關：安卡西菱角螺
- Hardy, Eddie. . Hardy's Internet Guide to Marine Gastropods.   [2011-10-22]. （原始内容存档于2020-06-28） （英语）.